# Poul de Løvenørn (diplomat)
 Der er flere personer med dette navn, se Poul Løvenørn (flertydig).
Poul Ludvig Ernst de Løvenørn (født 17. februar 1839 i Berlin, død 12. oktober 1922) var en dansk diplomat.
Løvenørn blev født i Berlin, fordi hans far, gehejmelegationsråd, kammerherre Frederik Ernst Vendelbo de Løvenørn (1798-1849), var legationssekretær på stedet. Hans farfar var kontreadmiral Poul de Løvenørn. Løvenørn  kom dog tidligt til Danmark, fordi hans far i april 1848 på grund af krigsbegivenhederne måtte forlade den post som ministerresident i Hamborg, som han var tiltrådt året i forvejen. Han slog sig ned i København, men døde allerede det følgende år af hjernebetændelse (encephalitis). Løvenørns mor var Elisabeth Christine Eleonore Beyer (født i Warszawa 1804). 
Efter at have taget artium 1857 og juridisk eksamen 1866 blev Løvenørn volontør i finansministeriets sekretariat, hvorfra han i 1868 kom til udenrigsministeriet. Han fungerede flere gange som legationssekretær, inden han i 1873 blev udnævnt som sådan og gjorde derpå tjeneste i London, Sankt Petersborg og Berlin, indtil han i 1885 blev ministerresident i Washington. Denne post måtte han imidlertid opgive tre år senere af helbredshensyn. 
Løvenørn arbejdede i de følgende år i udenrigsministeriet, afbrudt af at være akkrediteret som ministerresident i Paris under Verdensudstillingen 1889, medens gesandten var fraværende i congé. I 1890 udnævntes Løvenørn til gesandt i Wien, og i 1893 forflyttedes han til Sankt Petersborg, hvor han gjorde tjeneste til 1909. 
I løbet af sin tjenestetid varetog han nogle særlige hverv, idet han i 1879 var sekretær for den regeringskommission, som sendtes til De vestindiske øer, og i 1893 repræsenterede han Danmark ved den internationale sanitære konference i Dresden. Løvenørn blev kammerherre 1883, kommandør af 2. grad af Danebrogsordenen 1891 og af 1. grad 1894. Han opnåede til sidst også at få storkorset og at blive gehejmekonferensråd.